# Jāņamuiža
Jāņamuiža – przystanek kolejowy i posterunek odgałęźny w miejscowości Jāņmuiža, w gminie Kieś, na Łotwie. Położony jest na linii Ryga - Valga. Kończy się tu dwutorowy odcinek szlaku biegnący od stacji Kieś.

## Historia
W 1941 powstała tu mijanka. Początkowo nosiła nazwę Bušleja, jednak już w 1942 została przemianowana na Prieceni. Po zakończeniu II wojny światowej została zlikwidowana. W latach 70. uruchomiono przystanek 98 km (ros. 98 км), położony w innym miejscu niż współczesny przystanek (ok. 1,5 km w stronie stacji Kieś). Przystanek w obecnym miejscu powstał po odzyskaniu przez Łotwę niepodległości. Wówczas też zmieniono jego nazwę na obecną.